# Day dream (アン・サリーのアルバム)
『day dream』（デイ・ドリーム）は、アン・サリーの2枚目のアルバムである。『moon dance』 と複数の会社から同時リリースした。

## 解説
細野晴臣からアラン・トゥーサンまで、日本語を基調としたポップな仕上がりとなっており、TOKU、ショーロ・クラブなどがゲストで参加している。

## 収録曲
| #         | タイトル                                                          | 作詞                              | 作曲                   | 時間  |
| --------- | ----------------------------------------------------------------- | --------------------------------- | ---------------------- | ----- |
| 1.        | 「ディズニー・ガールズ」(Disney Girls (1957))                     | ブルース・ジョンストン            | ブルース・ジョンストン | 3:40  |
| 2.        | 「ラヴ・ソング」(Love Song)                                       | レスリー・ダンカン                | レスリー・ダンカン     | 5:21  |
| 3.        | 「レインボー・シー・ライン」(Rainbow Sea Line)                    | 吉田美奈子                        | 佐藤博                 | 5:36  |
| 4.        | 「ア・メニーナ・ダンサ」(A Menina Dança)                          | ルイス・ガウヴォン                | モラエス・モレイラ     | 3:44  |
| 5.        | 「ミスティ・ローゼズ」(Misty Roses)                               | ティム・ハーディン                | ティム・ハーディン     | 4:31  |
| 6.        | 「三時の子守唄」                                                  | 細野晴臣                          | 細野晴臣               | 2:37  |
| 7.        | 「コーズ・ウィヴ・ビーン・トゥゲザー」(Cause We've Been Together) | りりィ                            | りりィ                 | 4:22  |
| 8.        | 「週末のハイウェイ」                                              | 佐藤奈々子                        | 佐野元春               | 4:00  |
| 9.        | 「フリーダム・フォー・ザ・スタリオン」(Freedom For The Stallion)  | アラン・トゥーサン                | アラン・ツゥーサン     | 4:32  |
| 10.       | 「こころ」                                                        | キム・ドンミョン                  | 沢知恵                 | 3:25  |
| 11.       | 「ドゥ・ユー・ノウ・マイ・ジーザス」(Do you Know My Jesus)        | V. B. Vep Ellis, William F. Lakey | William F. Lakey       | 4:26  |
| 合計時間: | 合計時間:                                                         | 合計時間:                         | 合計時間:              | 40:38 |

## 参加ミュージシャン
- アン・サリー - ボーカル
- 高田漣 - ペダル・スティール・ギター (M1)、アコースティック・ギター(M2)、ワイゼンボーン(M6,11)
- 木暮晋也 - エレクトリック・ギター(M2,9)
- 森孝人 - エレクトリック・ギター (M3, 7)
- 関淳二郎 - アコースティック・ギター (M1,3,6,9)
- 菰淵樹一郎 - エレクトリック (M1,9)、ウッドベース(M2,3,6,7,8)
- 石川智 - パーカッション(M2,3,7,9)
- Yancy - Rhodes (M3)、ピアノ(M9)
- 笹子重治 - アコースティック・ギター(M4)
- 秋岡欧 - バンドリン(M4)
- Saigenji - ボーカル(M5)、アコースティック・ギター(M5)
- TOKU - フリューゲルホルン (M7)
- 金子雄太 - Rhodes (M7)
- 中村善郎 - アコースティック・ギター(M8, M10)
- 鈴木惣一朗 - ドラムス (M11)
- 桜井芳樹 - バンジョー (M11)
- 山本哲也 - ピアネット(M11)

## 制作クレジット
- プロデューサー - ゴンザレス鈴木、アン・サリー
- エグゼクティブ・プロデューサー - 吉澤博美(BMG FUNHOUSE)
- スーパーバイザー - 山本健也(BMG FUNHOUSE)
- ミキシング・エンジニア - Tadashi Nakamura (superb)、ゴンザレス鈴木
Mix at rad 2000 studio
- レコーディング・エンジニア- 谷明巳 (Thamnk), Tadashi Nakamura (superb)
- アシスタント・エンジニア - Teruaki Ise, Tomotaka Saka (Wonder Station)
Recorded at rad 2000 studio, Wonder Station
- マスタリング・エンジニア - 小鉄徹
Mastering at JVC Mastering Studio
- グラフィックデザイン - 小山学 (Swingarm)
- ジャケット写真 - ゴンザレス鈴木
- 内部写真 - アン・サリー

## リリース日一覧
| 地域                                                 | リリース日   | レーベル        | 規格                   | カタログ番号 | 備考         |
| ---------------------------------------------------- | ------------ | --------------- | ---------------------- | ------------ | ------------ |
| 日本                                                 | 2003年4月9日 | BMGファンハウス | 12cmCD                 | BVCR-14008   | STEREO       |
| 台湾、香港、 シンガポール、ベトナム、 ラテンアメリカ | 2003年4月9日 | BMGファンハウス | デジタル・ダウンロード | 533844058    | iTunes Store |